# Gorgonocephalidae
Famille
Les Gorgonocephalidae sont une famille d'ophiures (échinodermes), de l'ordre des Euryalida.

## Caractéristiques
Ce sont des ophiures planctonivores pourvues de grands bras très allongés et souvent ramifiés permettant de filtrer l'eau de mer en piégeant le plancton, un peu à la manière de leurs cousins les crinoïdes. Ces bras sont couverts d'une épaisse peau recouvrant les plaques, ce qui est inhabituel chez les ophiures. Elles vivent le plus souvent tassées en boule pendant la journée, et étendent leurs bras la nuit tombée pour se nourrir, mais de nombreuses espèces sont abyssales et ne connaissent pas ces variations. En effet, ces espèces vivent le plus souvent dans les eaux froides ou très profondes, à l'abri des prédateurs auxquels leur mode de nourrissage les exposerait. Avec leur disque central large et souvent bombé, les anglophones leur ont donné le surnom de « basket stars » (étoiles-paniers), celles aux bras non ramifiés étant appelées « serpent stars ». Les genres pourvus de bras non ramifiés sont minoritaires, et comptent la sous-famille des Astrothamninae (Astrothamnus & Astrothrombus), celle des Astrotominae (Astracme, Astrocrius, Astrohamma, Astrotoma), et les genres Asteroporpa, Astrochlamys, ou encore Astrothorax. 
Au sein de cette famille, certaines espèces des genres Gorgonocephalus et Astroboa peuvent dépasser 1 m de diamètre, ce qui en fait probablement les plus grosses ophiures connues.
Cette famille est très proche morphologiquement des Euryalidae (dont certaines espèces peuvent également avoir des bras ramifiés, essentiellement Euryale aspera), mais s'en distingue par un disque central souvent plus important, et la présence de crochets sur les bras,.

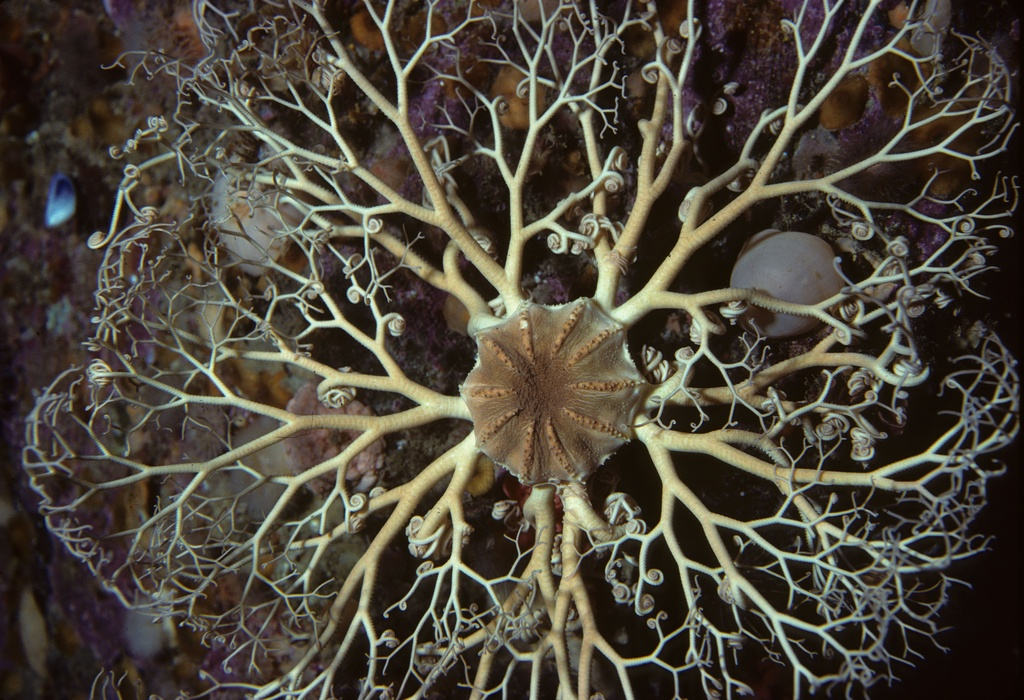
Gorgonocephalus arcticus au Newfoundland.
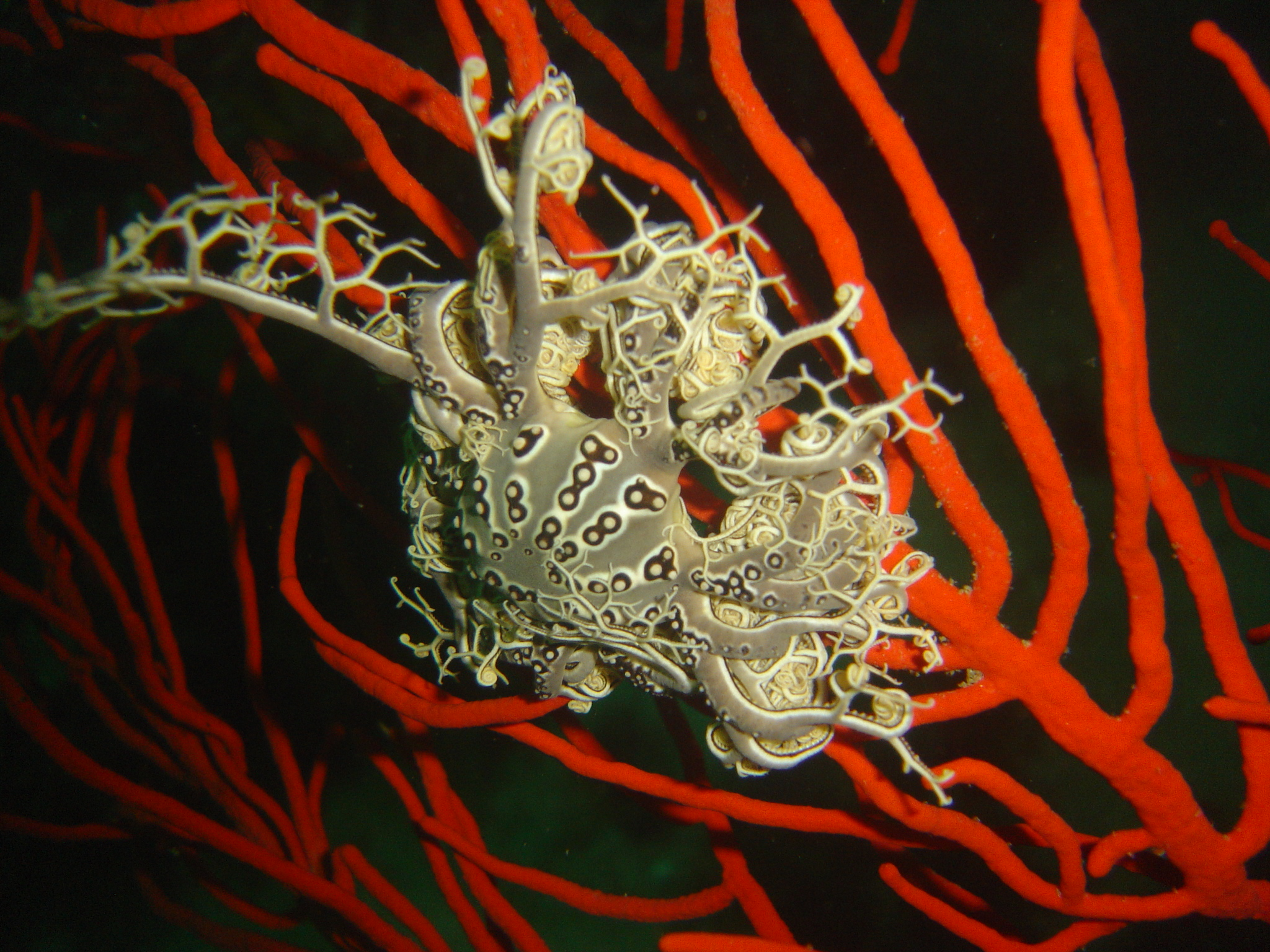
Gros plan sur le disque central d'une Astrocladus euryale, bras rétractés.
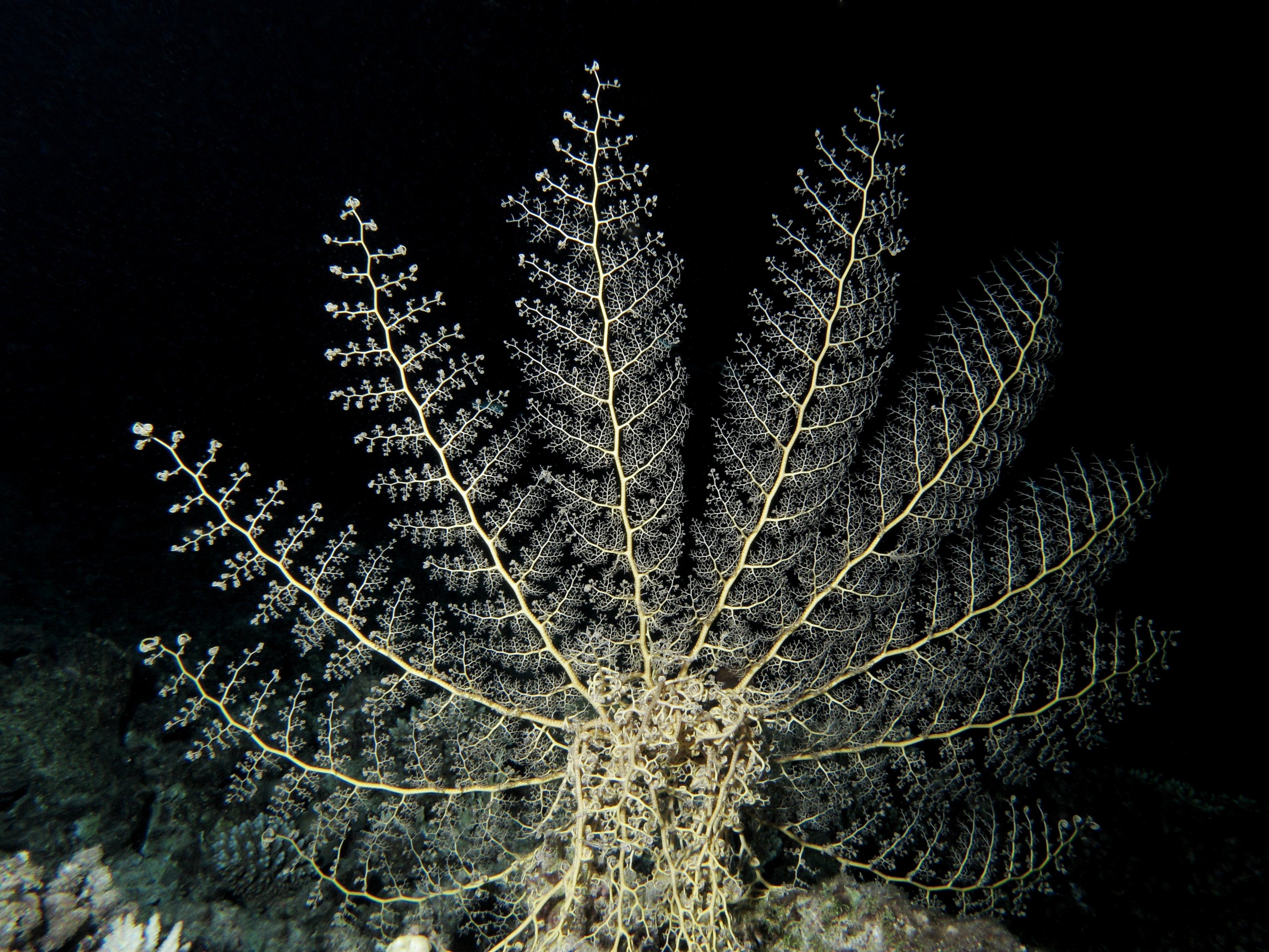
Une gorgonocéphale se nourrissant de nuit en Mer Rouge.
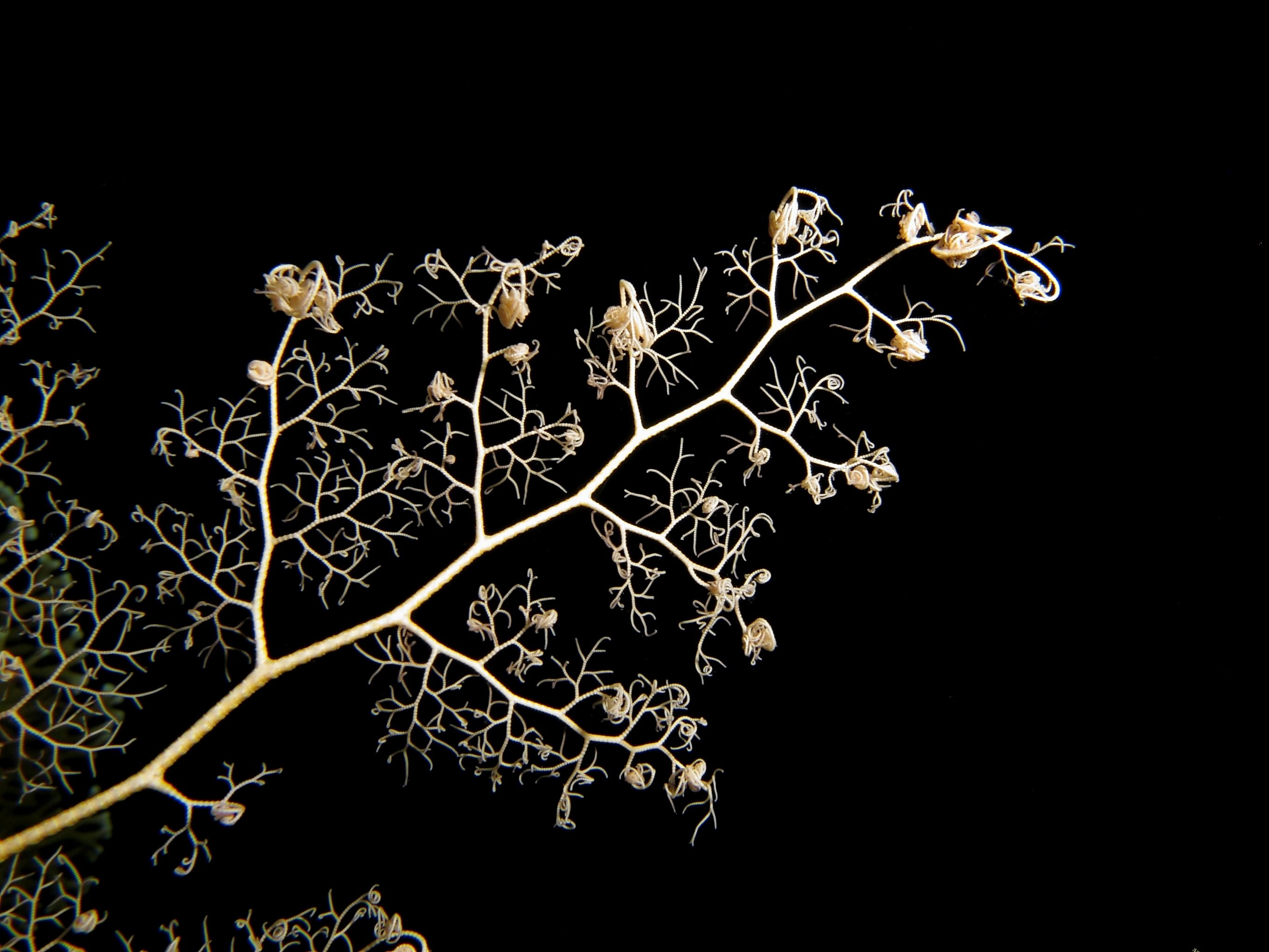
Gros plan sur un bras de gorgonocéphale.
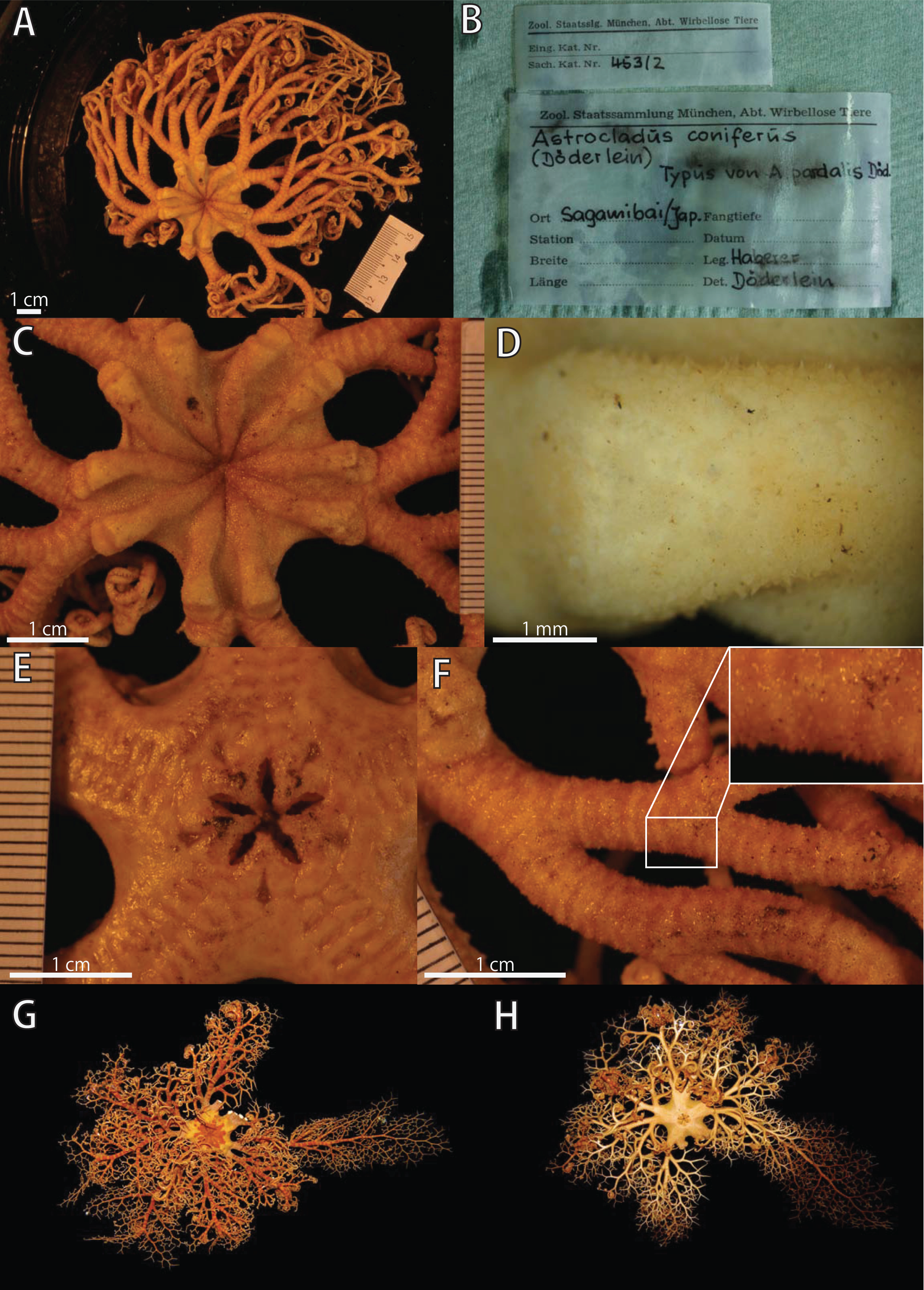
Détails d'un spécimen naturalisé.

## Liste des genres
Selon World Register of Marine Species (26 novembre 2013) :

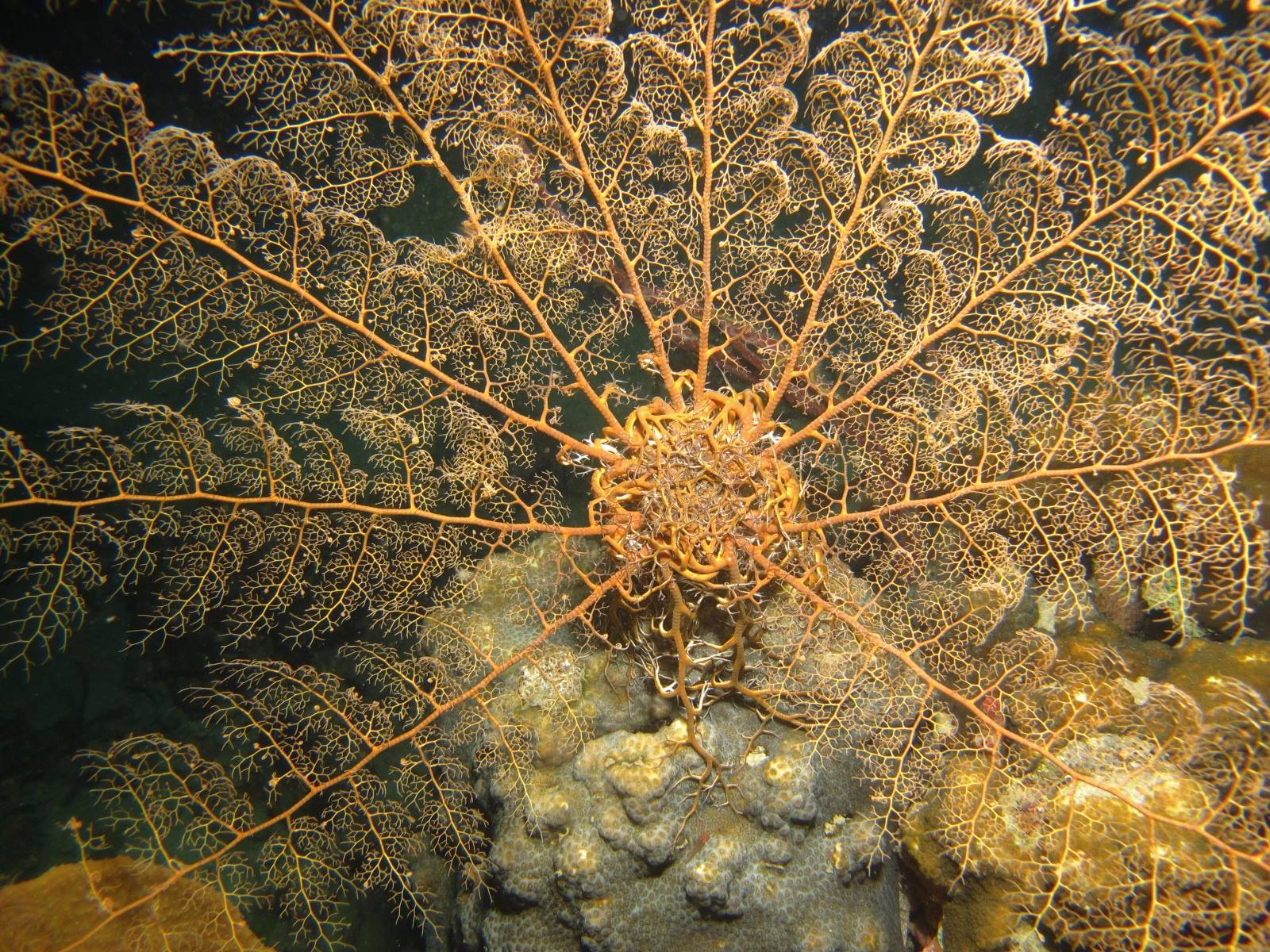
Astrophyton muricatum déployé.

- sous-famille Astrocloninae Okanishi & Fujita, 2018
  - Astroclon Lyman, 1879 -- 2 espèces
- sous-famille Astrothamninae Okanishi & Fujita, 2013
  - Astrothamnus Matsumoto, 1915 -- 2 espèces
  - Astrothrombus H.L. Clark, 1909 -- 4 espèces
- sous-famille Astrotominae Matsumoto, 1915
  - Astracme Döderlein, 1927 -- 1 espèce
  - Astrocrius Döderlein, 1927 -- 3 espèces
  - Astrohamma Döderlein, 1930 -- 1 espèce
  - Astrotoma Lyman, 1875 -- 4 espèces
- sous-famille Gorgonocephalinae Döderlein, 1911
  - Asteroporpa Örsted & Lütken in: Lütken, 1856 -- 9 espèces
  - Astroboa Döderlein, 1911 -- 9 espèces
  - Astrocaneum Döderlein, 1911 -- 2 espèces
  - Astrochalcis Koehler, 1905 -- 2 espèces
  - Astrochele Verrill, 1878 -- 3 espèces
  - Astrochlamys Koehler, 1912 -- 2 espèces
  - Astrocladus Verrill, 1899 -- 10 espèces
  - Astrocnida Lyman, 1872 -- 1 espèce
  - Astrocyclus Döderlein, 1911 -- 1 espèce
  - Astrodendrum Döderlein, 1911 -- 5 espèces
  - Astrodictyum Döderlein, 1927 -- 1 espèce
  - Astroglymma Döderlein, 1927 -- 2 espèces
  - Astrogomphus Lyman, 1870 -- 2 espèces
  - Astrogordius Döderlein, 1911 -- 1 espèce
  - Astrohelix Döderlein, 1930 -- 2 espèces
  - Astroniwa McKnight, 2000 -- 1 espèce
  - Astrophyton Fleming, 1828 -- 1 espèce
  - Astroplegma Döderlein, 1927 -- 1 espèce
  - Astrosierra Baker, 1980 -- 3 espèces
  - Astrospartus Döderlein, 1911 -- 1 espèce
  - Astrothorax Döderlein, 1911 -- 5 espèces
  - Astrozona Döderlein, 1930 -- 1 espèce
  - Conocladus H.L. Clark, 1909 -- 1 espèce
  - Gorgonocephalus Leach, 1815 -- 10 espèces
  - Ophiocrene Bell, 1894 -- 1 espèce (peut-être invalide)
  - Ophiozeta Koehler, 1930 -- 1 espèce
  - Schizostella A.H. Clark, 1952 -- 1 espèce
- genre Bertingius Domantay & Domantay, 1966 (taxon inquirendum)

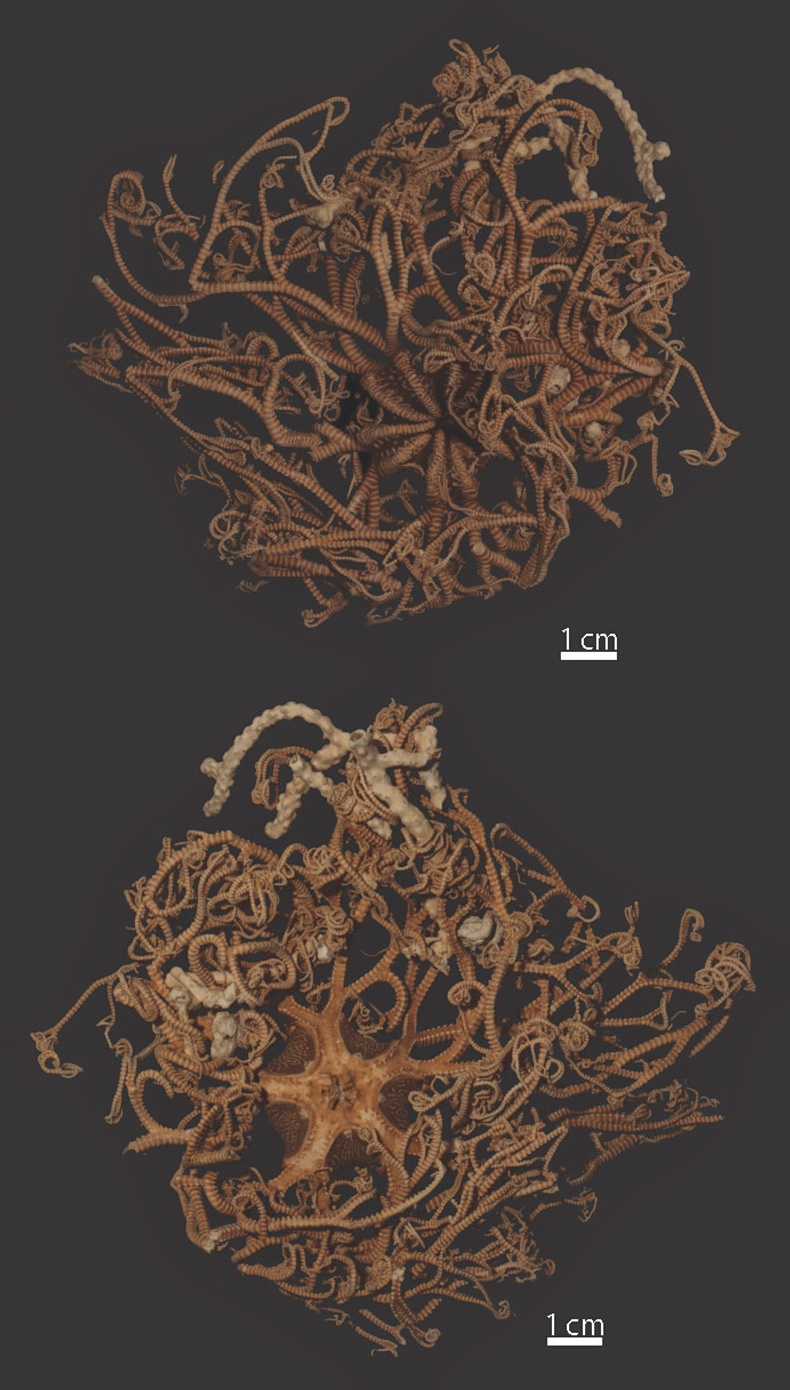
Astrocyclus somaliensis
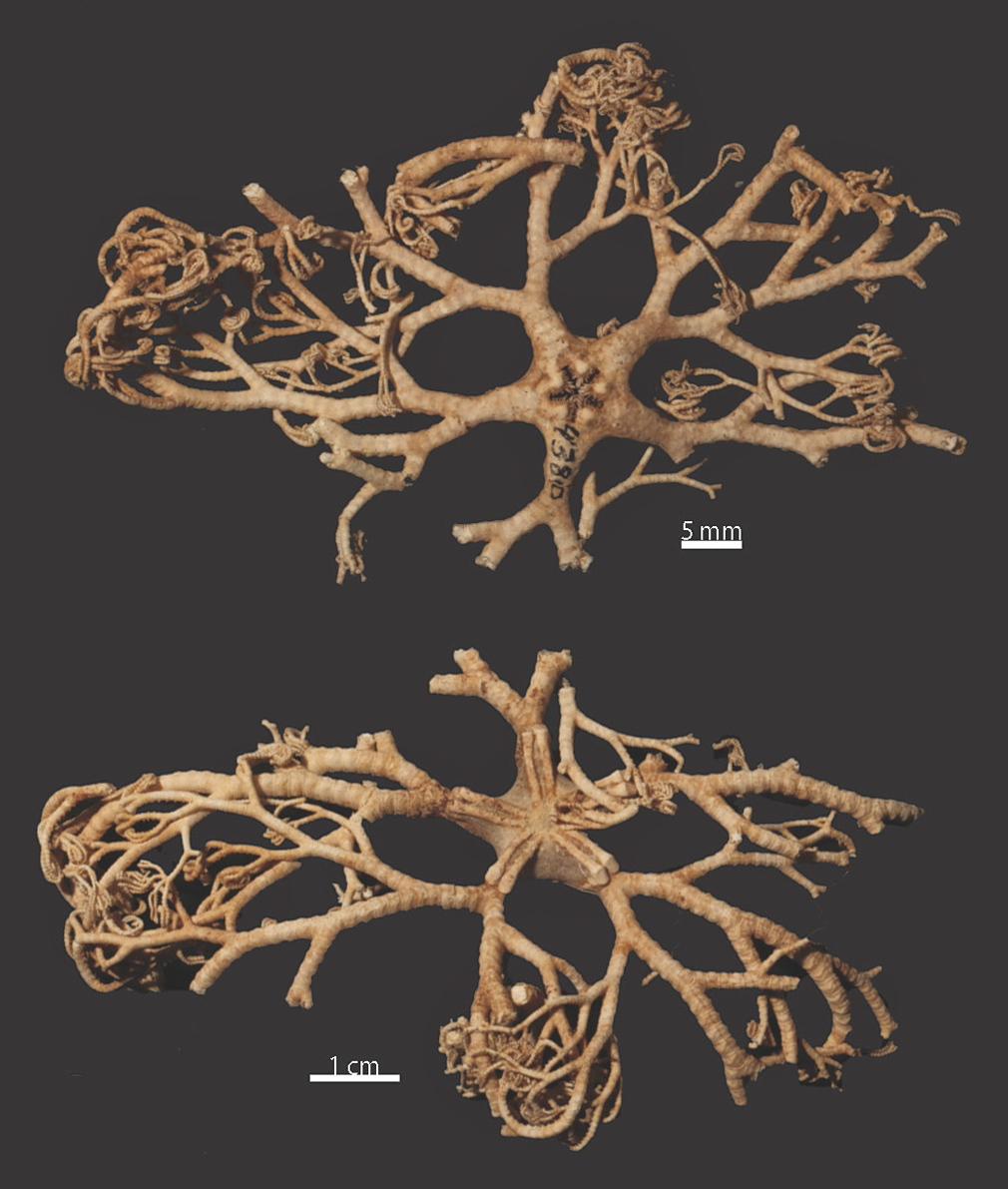
Astroglymma sculptum
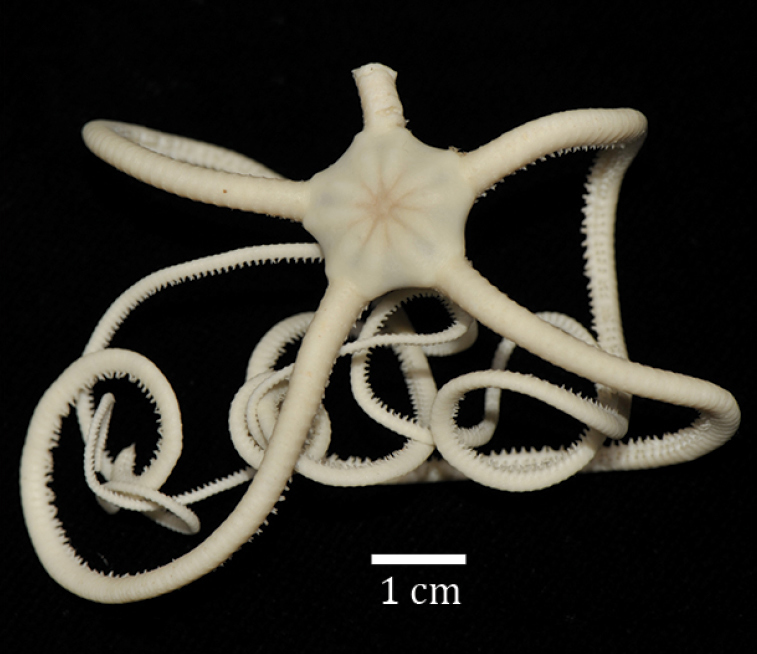
Astrotoma agassizii, une espèce aux bras simples.
Astrocrius parens
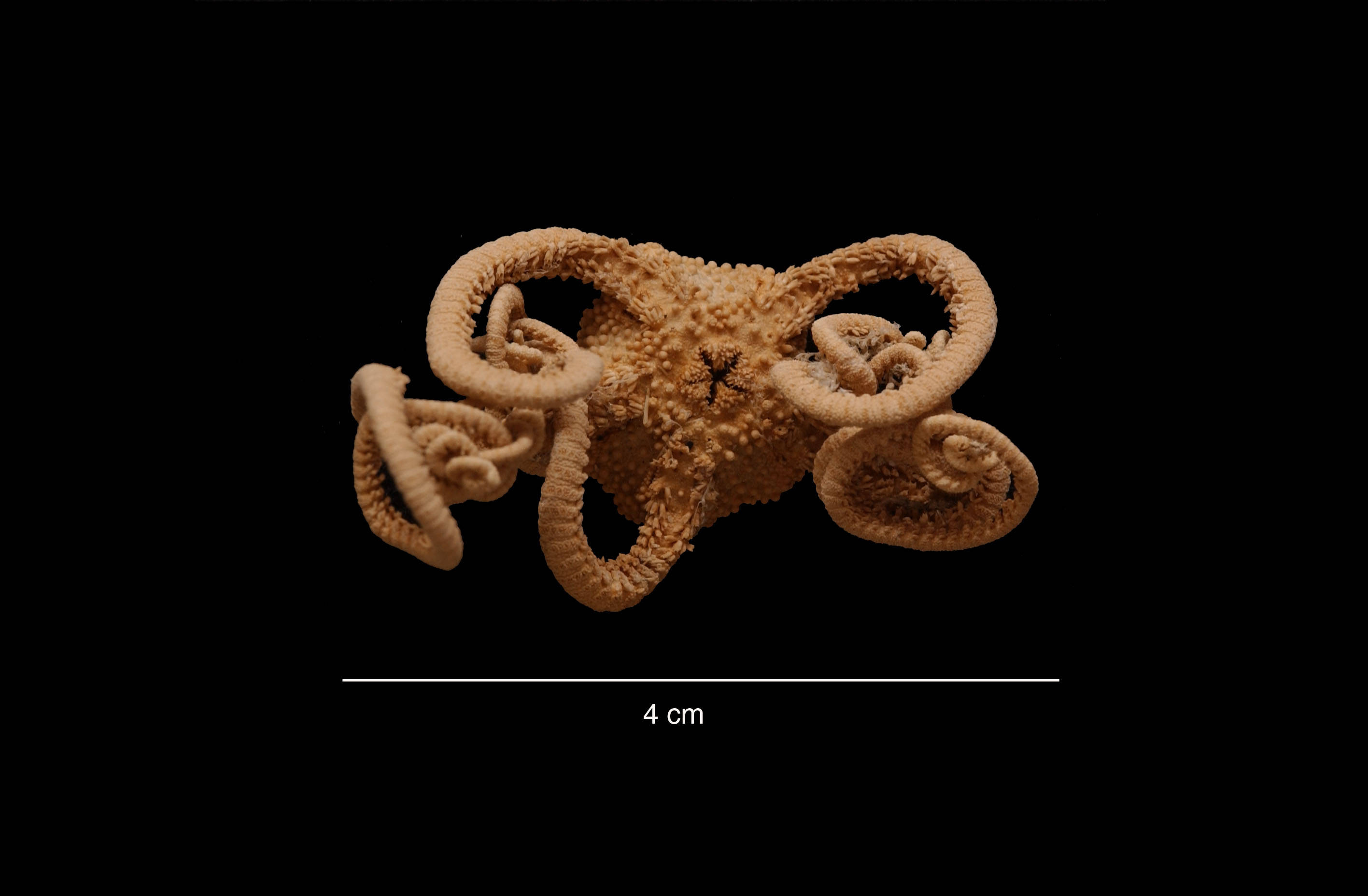
Astrohamma tuberculatum
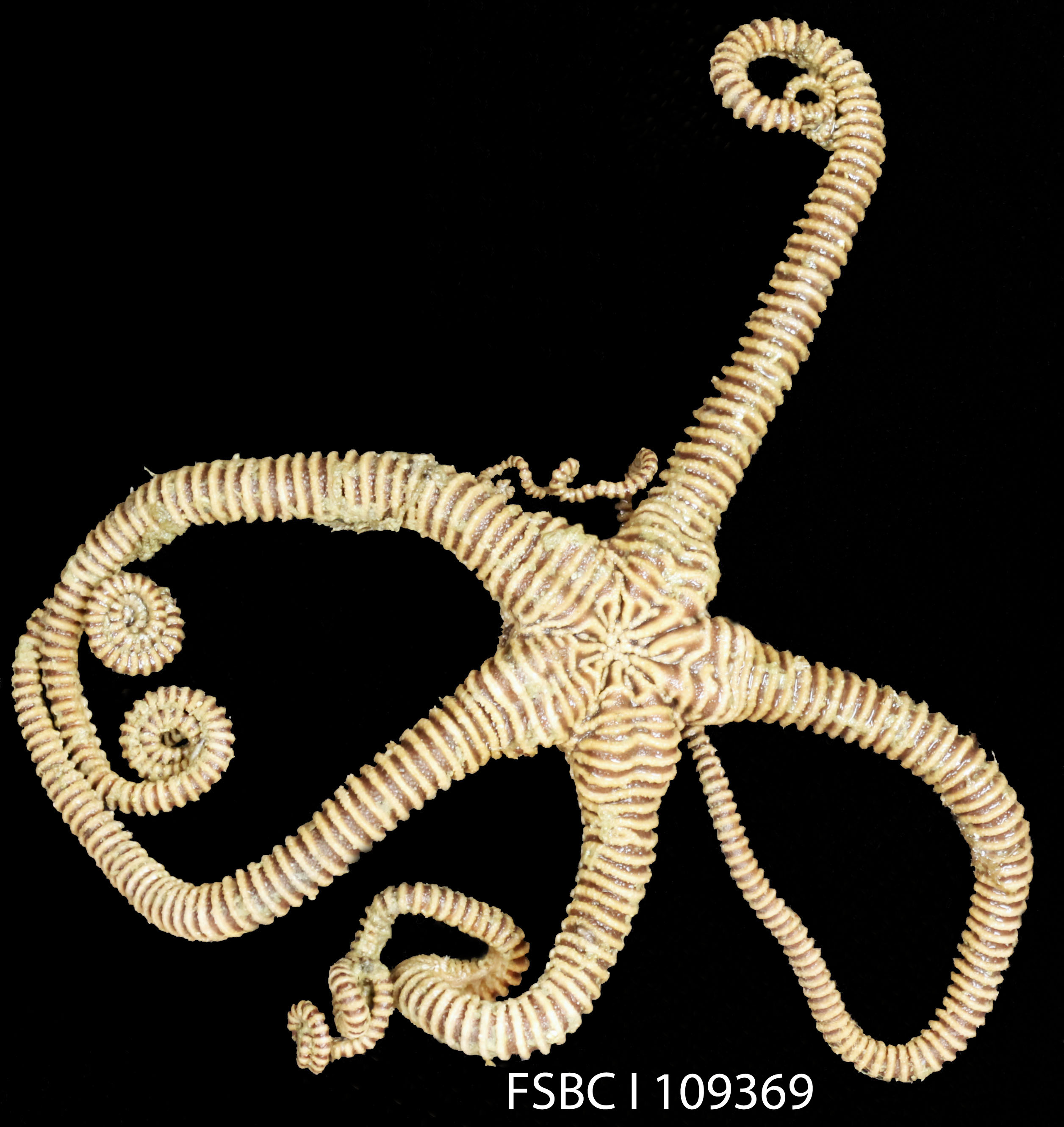
Asteroporpa annulata (idem)
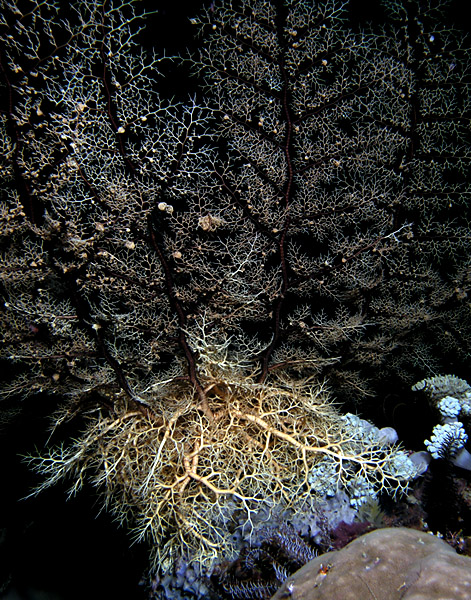
Astroboa granulatus
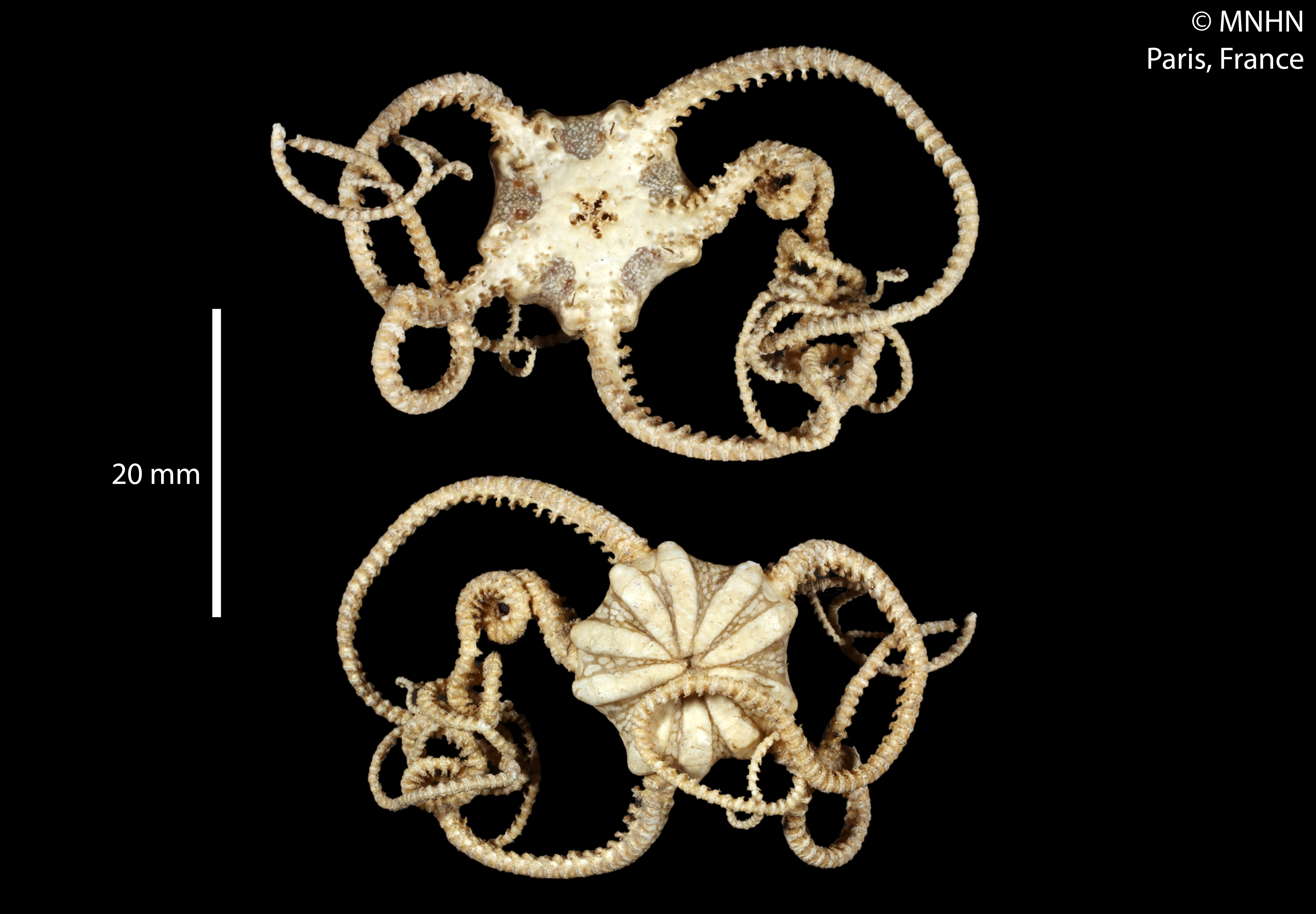
Astrochlamys bruneus
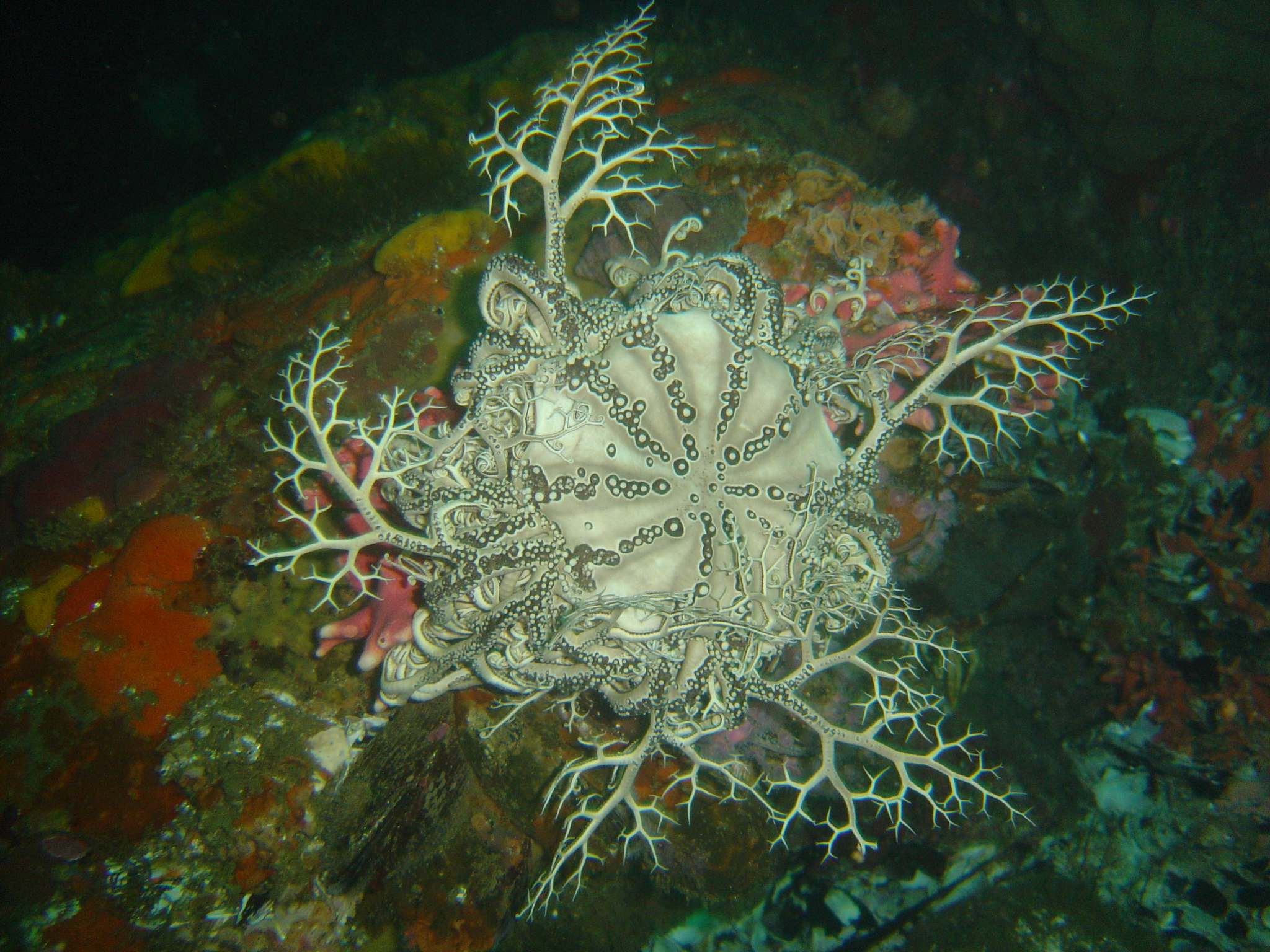
Astrocladus euryale
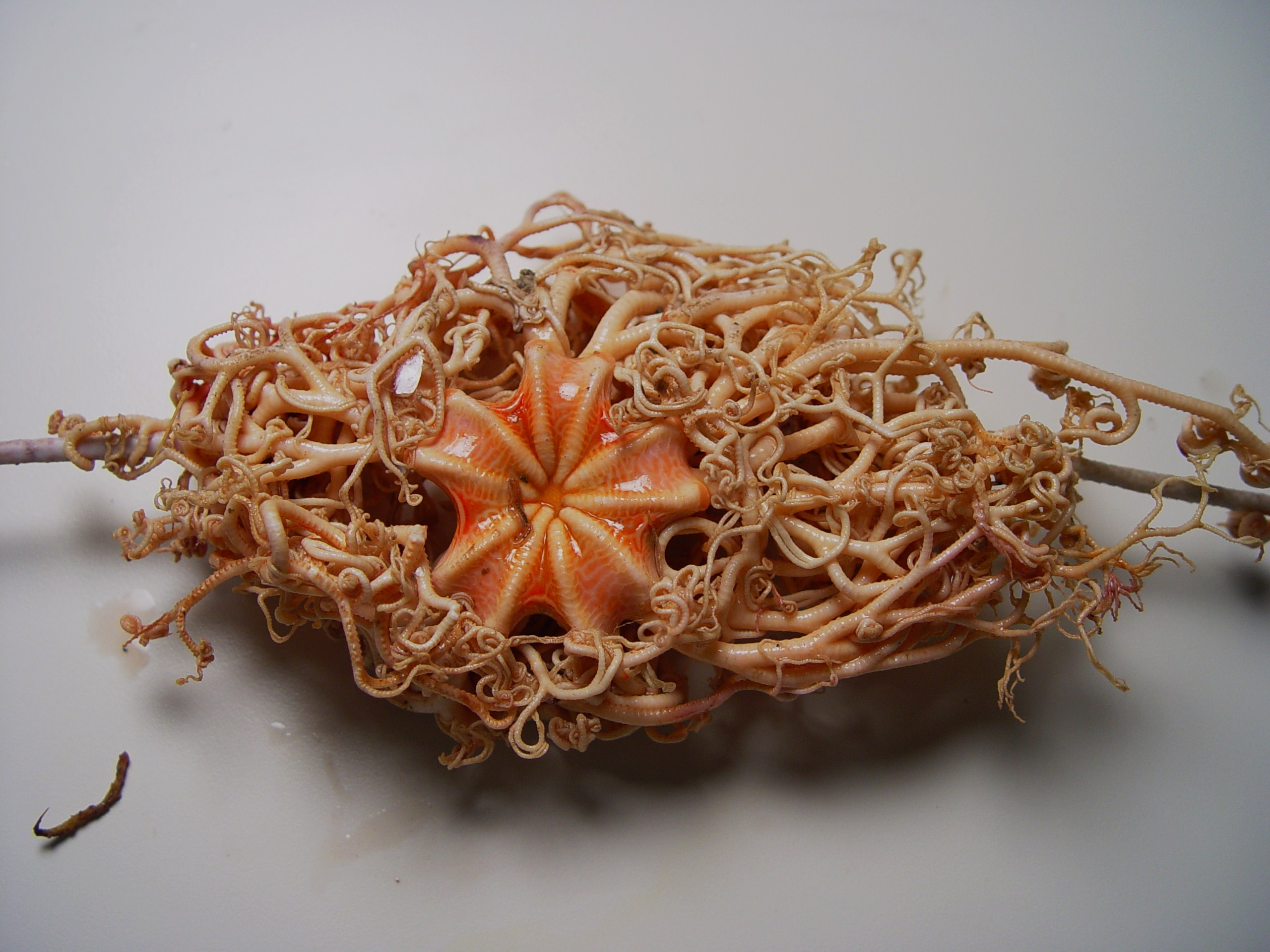
Astrocyclus caecilia
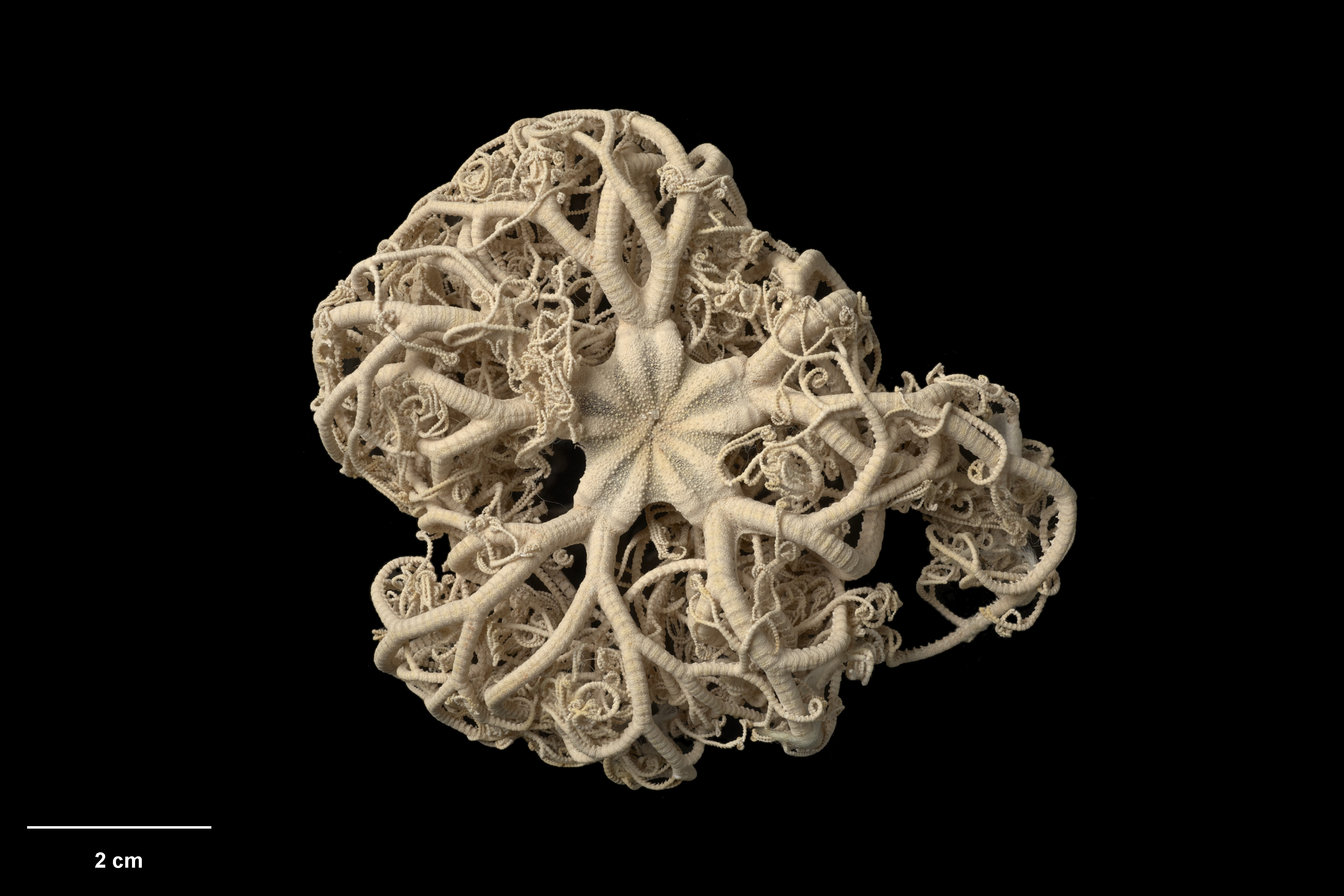
Astrodendrum elingamita
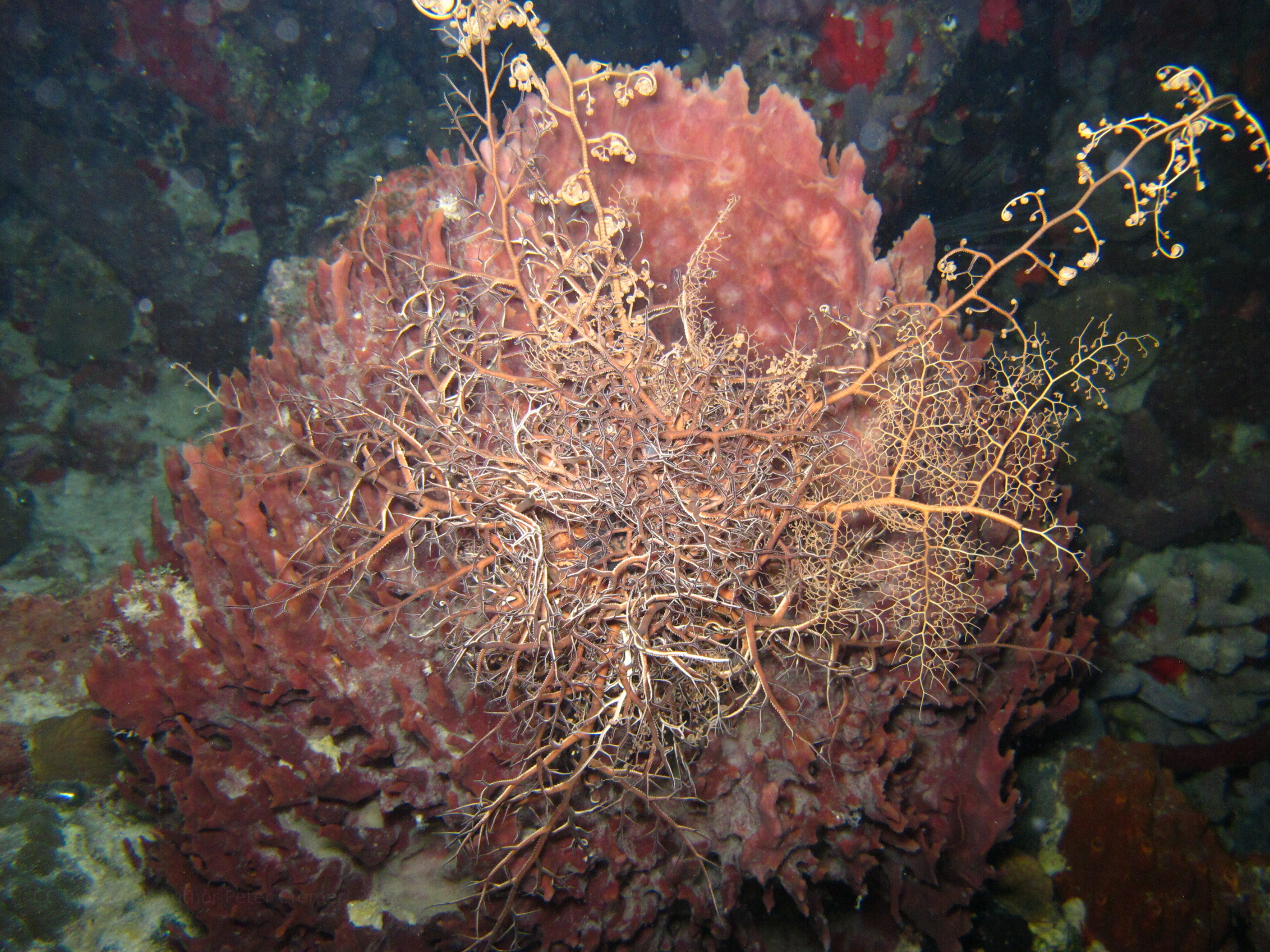
Astrophyton muricatum
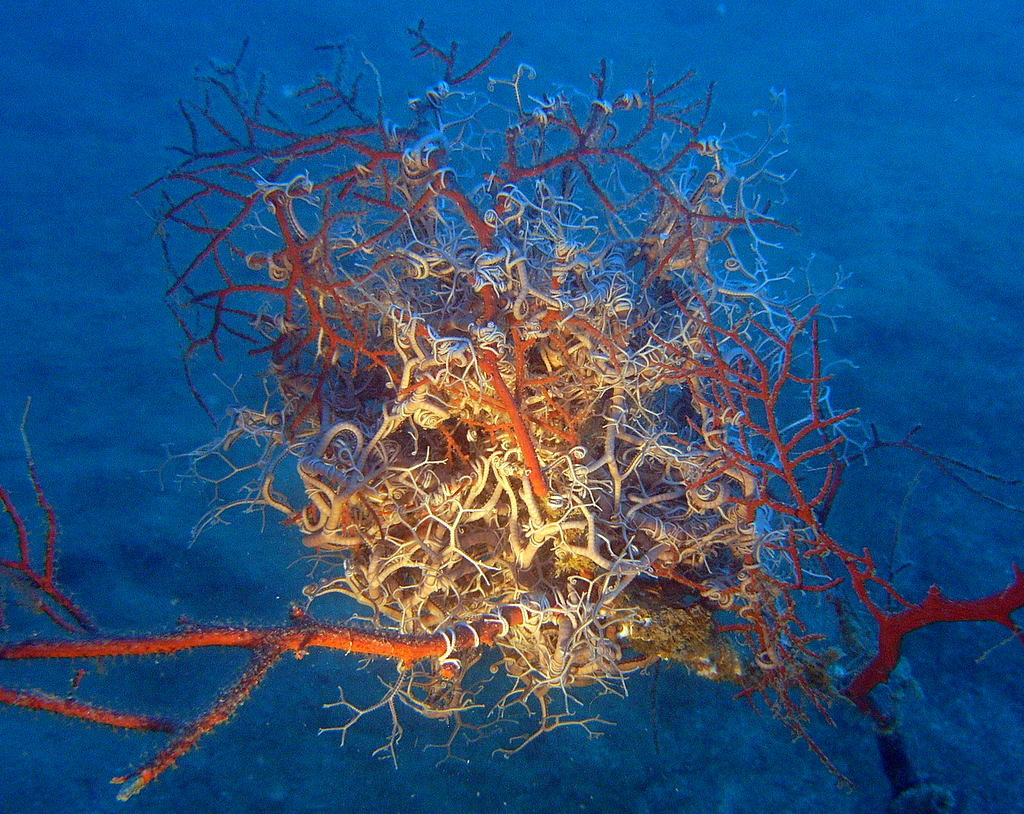
Astrospartus mediterraneus
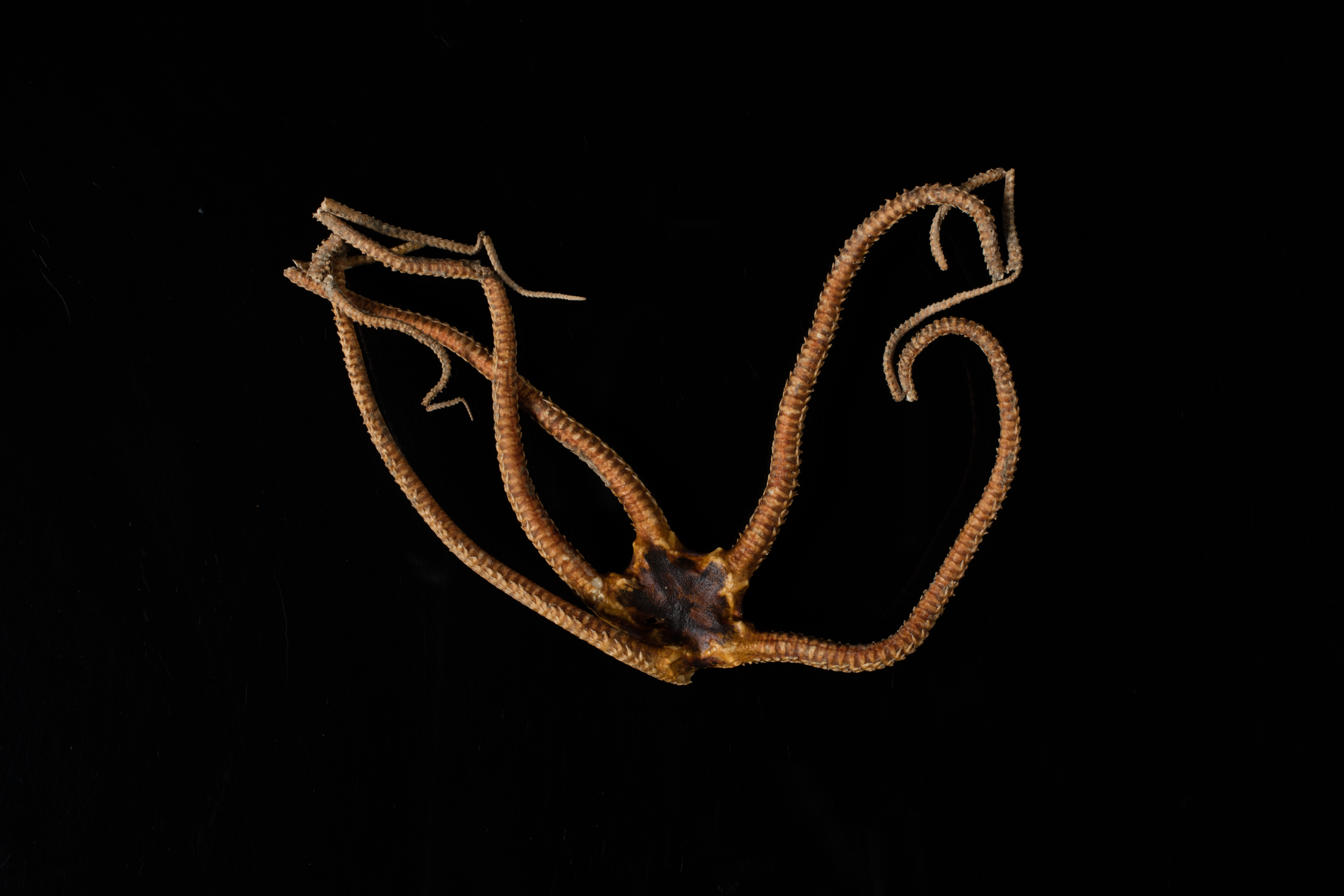
Astrothorax waitei
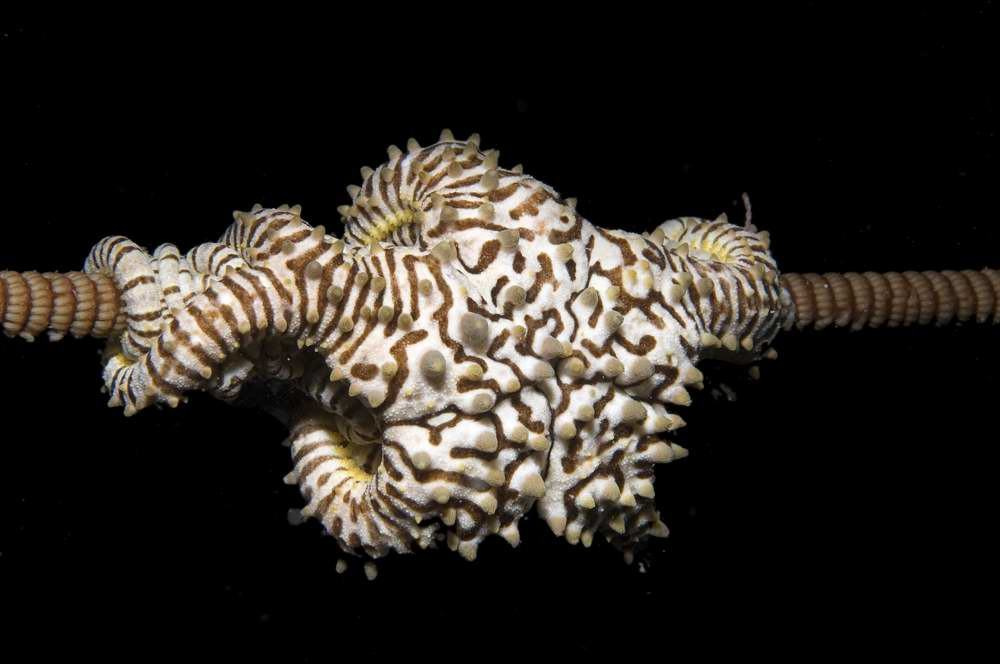
Conocladus australis
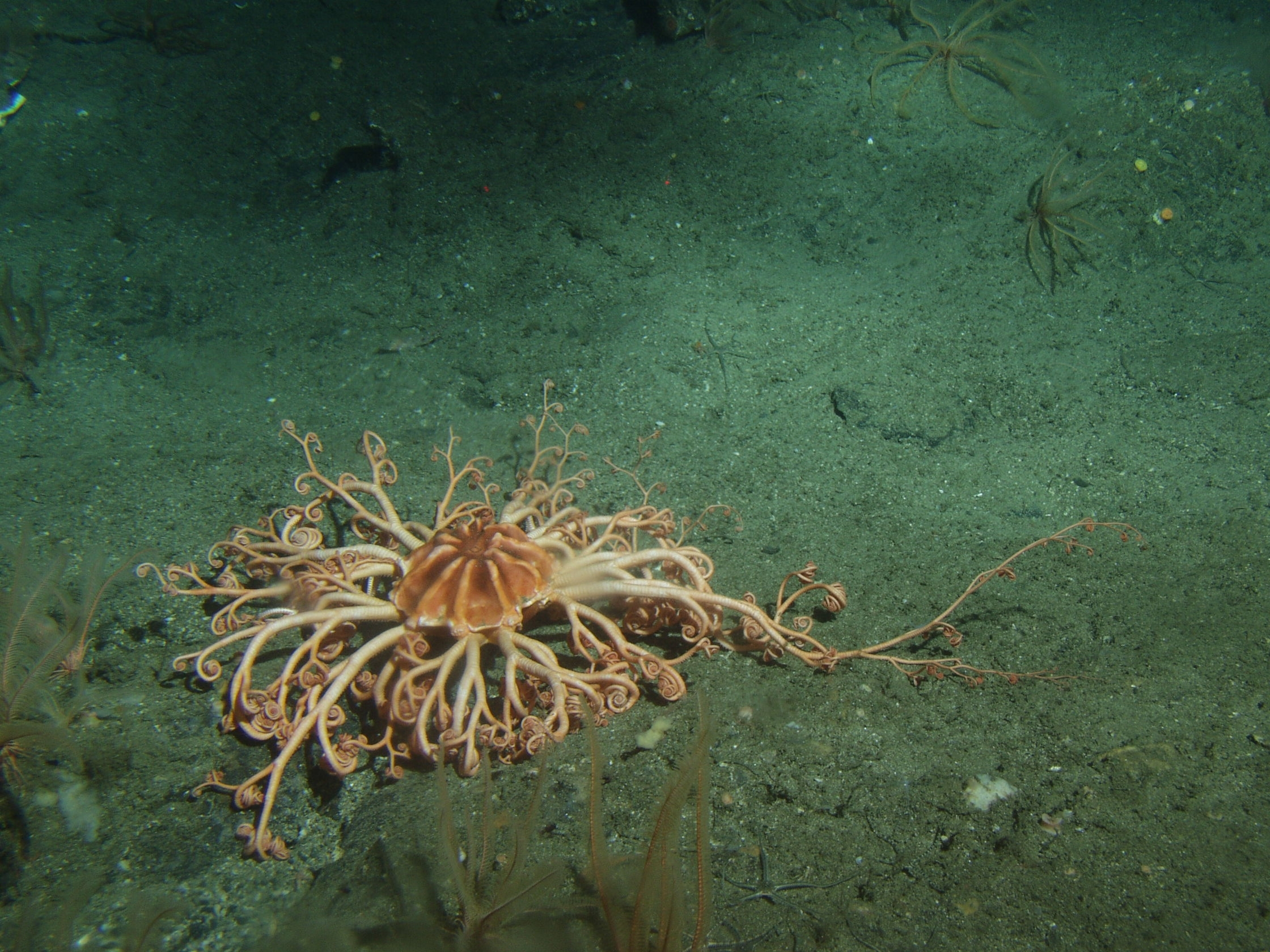
Gorgonocephalus eucnemisin
Ophiozeta turgida